# 和歌山县书道资料馆

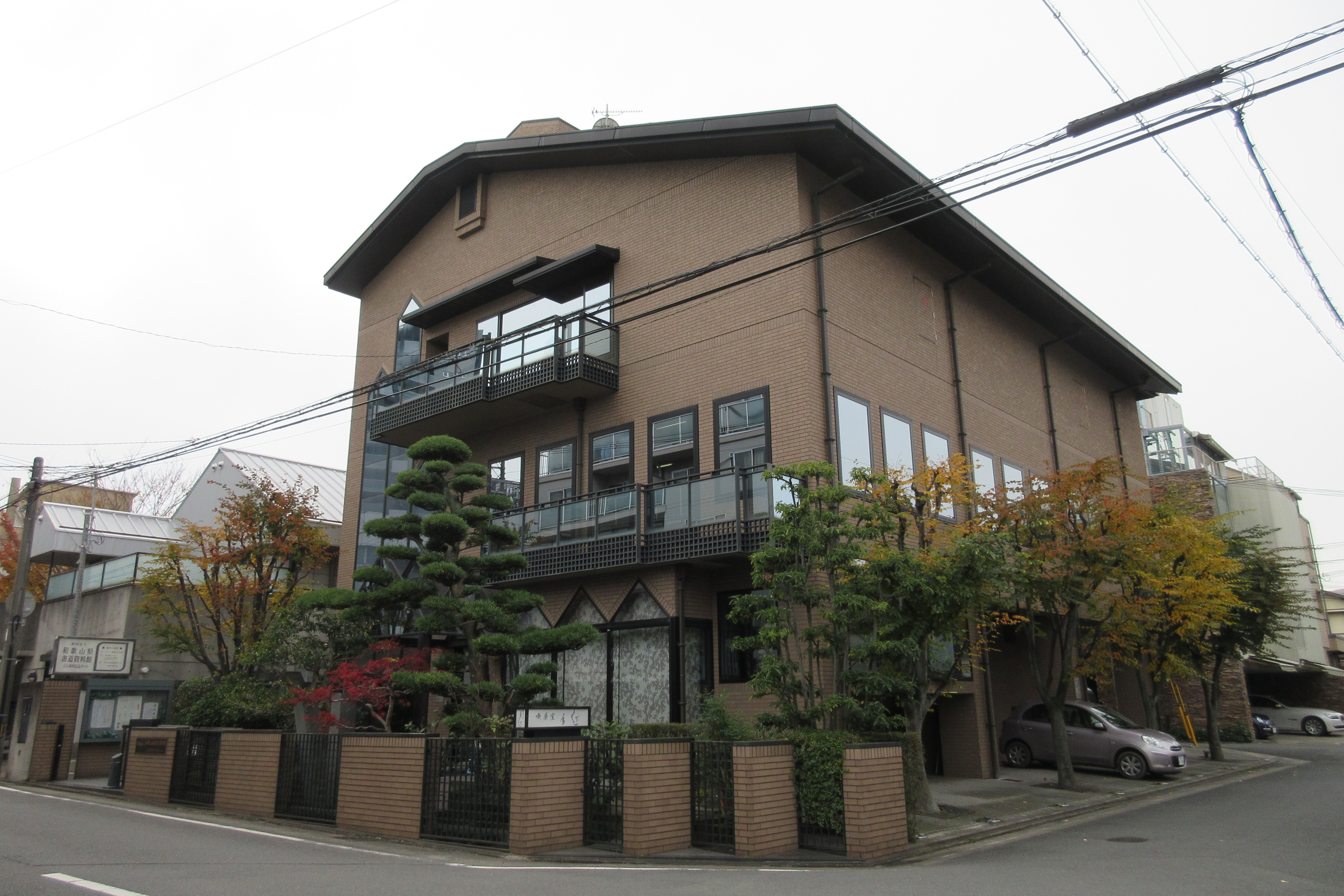
和歌山县书道资料馆

和歌山县书道资料馆（日语：和歌山県書道資料館）是一座位于日本和歌山县的博物馆。

## 历史
1992年建成开馆，位于日本和歌山县和歌山市西汀丁61，主要收藏日本书法家天石东村的书法作品。占地面积483.6平方米，建筑面积852.7平方米。

## 交通
- 西日本旅客铁道和歌山車站
- 南海電氣鐵道和歌山市站